# Hemicyclophora gracilis
Hemicyclophora gracilis är en rundmaskart. Hemicyclophora gracilis ingår i släktet Hemicyclophora och familjen Criconematidae. Inga underarter finns listade i Catalogue of Life.